# Moviment obrer
|  | Aquest article tracta sobre la lluita obrera. Si cerqueu el partit polític francès, vegeu «Lluita Obrera». |

La bandera roja és un símbol del moviment obrer

El moviment obrer és un conjunt d'agrupacions, moviments i pràctiques de la classe treballadora, creat amb l'objectiu d'alliberar-se de l'explotació social, assolir millores laborals i, fins i tot, transformar la societat mitjançant una revolució social.
S'ha anat configurant històricament com la resposta de la classe obrera als problemes provocats per la industrialització i el capitalisme, mitjançant un llarg procés de lluita en el qual va adquirir la consciència col·lectiva de pertànyer a una classe social amb uns interessos comuns, tot manifestant diverses formes de protesta i de reivindicació, tant a escala nacional com internacional.

## Història de l'obrerisme a l'Estat espanyol
Al primer quart del segle xix tenen lloc les primeres manifestacions obreres amb el moviment conegut com a luddisme. Els obrers destrueixen les filadores i incendien la Fàbrica Bonaplata de Barcelona el 1835. També es rebel·len contra les selfactines a través de vagues i el sabotatge de fàbriques. Cap al 1840 comença a divulgar-se l'associacionisme obrer, essent la primera associació organitzada la Societat de Protecció Mútua de Teixidors de Cotó de Barcelona, que lluitava pels drets dels treballadors en qüestions com l'atur, els baixos salaris i per la millora de les condicions de vida en aquella època insalubres. El moviment obrer va gaudir de períodes d'expansió durant la regència de Baldomero Espartero (1840-1843) i el Bienni Progressista (1854-1856), i va assolir un gran ressò a tots nivells durant el Sexenni Democràtic o Revolucionari (1868-1874).

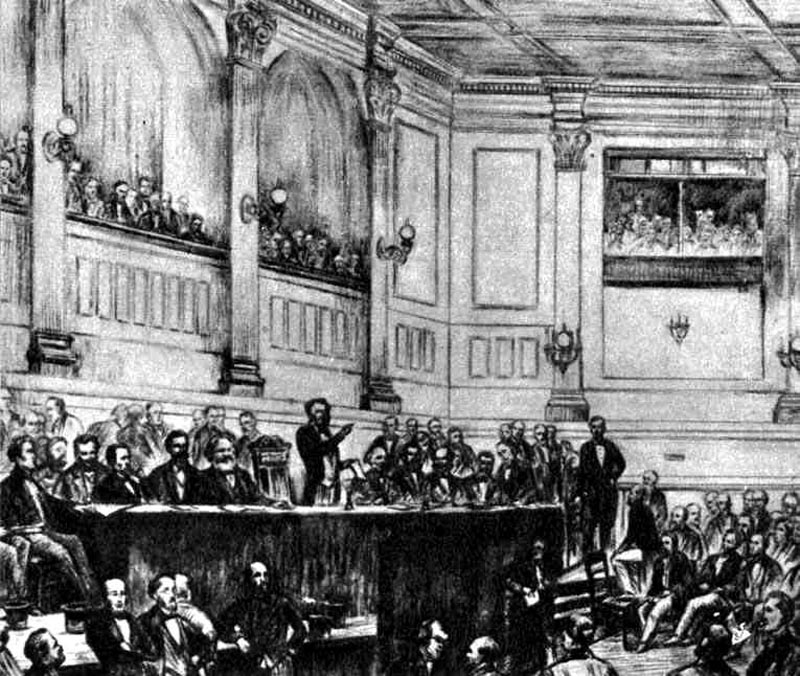
Primer congrés de l'AIT

El 1864 es fundà l'Associació Internacional de Treballadors (AIT) a Londres, coneguda com a la Primera Internacional. Dins d'aquesta organització s'hi troben dues tendències: socialistes o marxistes (Karl Marx) i anarquistes o bakuninistes (Mikhaïl Bakunin). El 1870, Giuseppe Fanelli, un sindicalista italià de l'AIT, visita Barcelona per a trametre'n les idees, essent el germen de la Federació Regional Espanyola (FRE-AIT). A causa de les divergències entre marxistes (majoritaris a l'AIT i a Madrid) i els anarquistes (majoritaris a Catalunya i al País Basc), el 1872 els anarquistes són expulsats de l'AIT. A causa d'aquest fet els marxistes són expulsats de la FRE-AIT i van fundar la Nueva Federación Madrileña, partit polític que més endavant esdevindria el Partit Socialista Obrer Espanyol.
Durant la Primera República Espanyola el moviment obrer gaudeix d'una nova gran expansió, però el 1874, amb el cop d'Estat de Pavía, torna a ser reprimit durament i passa totalment a la clandestinitat.

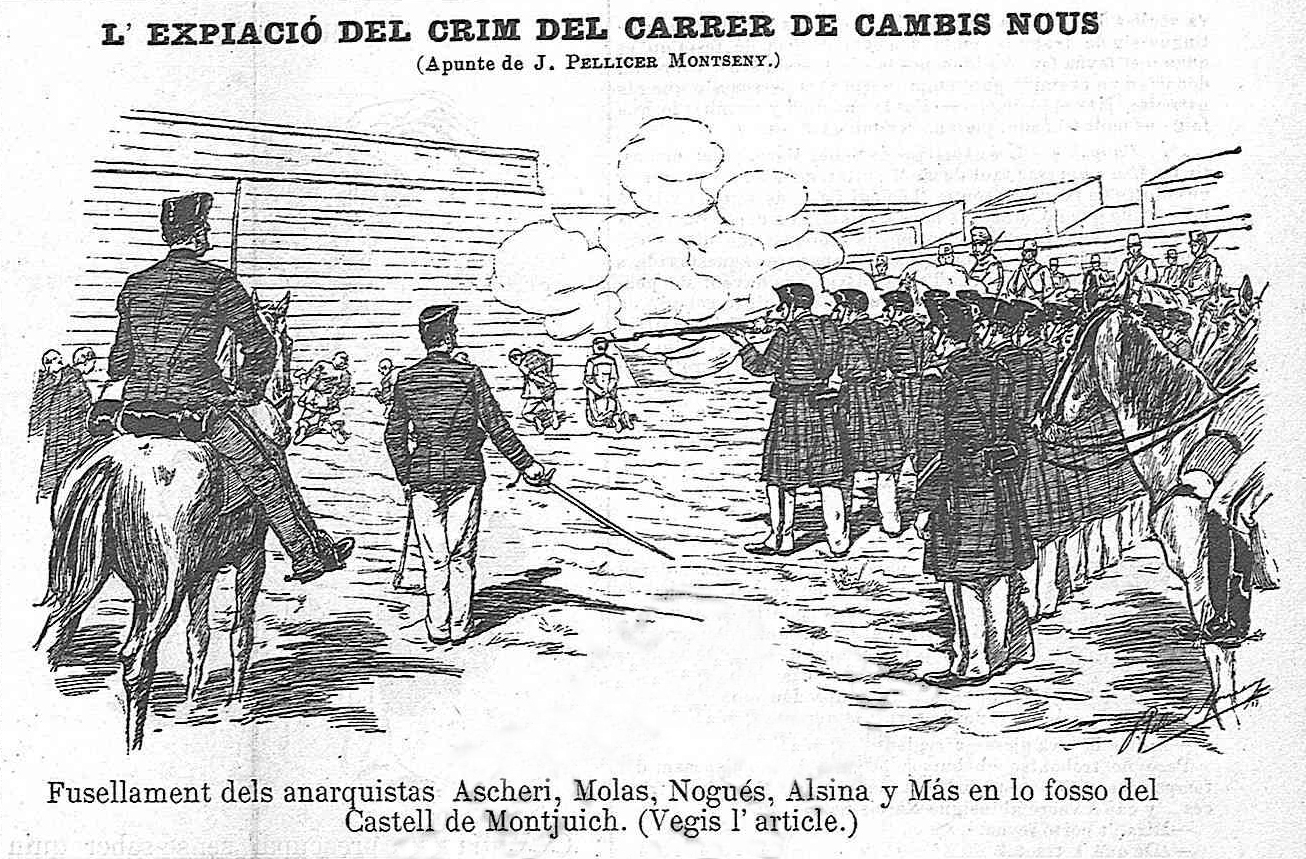
Afusellament d'anarquistes al fossat del Castell de Montjuïc

El 1881, amb Práxedes Mateo Sagasta com a cap del govern d'Espanya, representants del moviment obrer es reuneixen al congrés de Barcelona, donant pas a la Federació de Treballadors de la Regió Espanyola (FTRE), tot duent a terme manifestacions pacífiques com la diada del Primer de Maig, que reivindicava millores laborals com, per exemple, la jornada de vuit hores. En les dues darreres dècades del segle xix es realitzen atemptats terroristes per part d'obrers. Dos dels fets més significatius van ser el cas de la Mano Negra, a Andalusia, el 1883, i la presa de Jerez, el 1892, que fracassaren i els obrers foren represaliats. A Catalunya, per mitjà del Procés de Montjuïc, Antonio Cánovas del Castillo pressionà els obrers que s'havien revoltat i els condemnà majoritàriament a cadena perpètua. Després d'aquest procés, Cánovas fou assassinat en venjança de la seva crueltat. El 1879 la Nueva Federación Madrileña passà a anomenar-se Partido Socialista Obrero Español (PSOE), liderat per Pablo Iglesias, que es trobava en la il·legalitat.

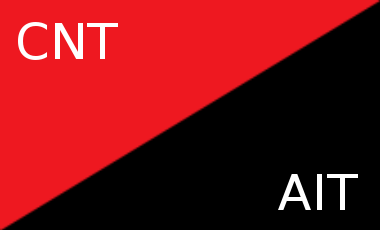

El 1906 sorgiren els primers sindicats agraris. El 1909 es desencadenà la Setmana Tràgica a causa de l'enviament de reservistes a la Guerra del Rif, la majoria catalans i pares de família. El 1910 es constituí al Saló de les Belles Arts de Barcelona la Confederació Nacional del Treball (CNT), i les associacions obreres, que abans eren agrupades per gremis, passaren a agrupar-se en sindicats que s'organitzaven per localitats. El 1919 ingressà a la CNT la Federación Nacional de Agricultores, tot influint aquest anarquisme agrari en el previ anarcosindicalisme de la CNT. El 1919 es produí a Barcelona la Vaga de La Canadenca, un grup d'empreses de producció i distribució d'electricitat així com d'explotació de tramvies i ferrocarrils. La mobilització consistia a paralitzar tots els sectors que depenguessin d'aquesta energia, sobretot les indústries i els ferrocarrils. Finalment aconseguiren la jornada laboral de vuit hores, però el capità general no alliberà tots els detinguts, com s'havia pactat, i els treballadors reprengueren la vaga, amb la qual cosa el govern de Madrid declarà l'estat de guerra.
A redós d'aquest fets, sorgí també un terrorisme patronal, el pistolerisme, protegit de sotamà pels governadors civils, en el qual delinqüents a sou, armats o contractats per empresaris, atemptaven contra el moviment obrer organitzat: líders, locals i militants de base. El 1921 el governador de Barcelona, Severiano Martínez Anido, ideà la Llei de fugues.
El 18 de gener de 1932 va haver-hi la primera Revolta de l'Alt Llobregat. Els miners de Fígols, Sallent, Súria i Cardona van proclamar el comunisme llibertari: van abolir els diners, la propietat privada i l'autoritat de l'estat. Els responsables van ser desterrats a Guinea i el govern va restablir l'statu quo. El 9 de gener de 1933 un grup de camperols van proclamar el comunisme llibertari, als Fets de Casas Viejas, a Andalusia, i la Guàrdia d'Assalt del govern de Manuel Azaña va respondre matant vint-i-cinc persones, entre d'altres el dirigent Seisdedos, cremat amb la seva família.

## Socialisme utòpic
El socialisme utòpic és una tendència que vol organitzar la societat d'una manera col·lectiva en oposició a la ideologia que defensa la llibertat de mercat com a norma suprema de direcció sociopolítica, malgrat els problemes socioeconòmics que aquest individualisme sol generar. El concepte de socialisme utòpic va ésser encunyat per Karl Marx per tal de definir les teories socialistes anteriors al marxisme, i que ell considerava un valuós però ineficaç intent de canviar la societat, enfront del qual va proposar el socialisme científic.
- Col·lectivització: tendència d'ordenar la societat d'una forma comunitària com a norma suprema d'organització social. Petites colònies on els membres que hi participen ho comparteixen tot.
- Socialització: gestió dels béns, serveis i mitjans de producció per part de l'Estat.

Alguns socialistes utòpics són, per exemple:
- Claude-Henri de Rouvroy «Saint-Simon»: d'origen aristòcrata, el seu punt de partida és trobar uns principis que ordenin la nova societat industrial. Creu que l'Estat ha de deixar de governar-se per militars i advocats, fent-ho les classes productores, com els obrers i els empresaris. Defensà la propietat privada, però també l'obligació de la seguretat social i la retribució de l'obrer d'acord amb el seu treball.
- Charles Fourier: fill d'un agent comercial, el punt de partida de la seva anàlisi és el caos a què se sotmet la societat industrial, del qual en deriva la infelicitat humana i la destrucció de les lleis de la naturalesa causada per institucions com la família, la pàtria i la religió. Fourier buscà una solució d'harmonia i pau entre diferents tipus de persones en els seus falansteris, unes comunitats de convivència i producció en què la propietat sigui col·lectiva i les tasques rotatives. Entre 1600 i 1800 persones foren seleccionades d'acord amb la compatibilitat dels seus caràcters.
- Pierre-Joseph Proudhon: fill d'una família pagesa humil, es pot considerar el teòric precursor de l'anarquisme i, en alguns casos, fins i tot protomarxista. Considerà que la propietat era un robatori encobert, i que l'Ésser humà només és lliure quan el mou el seu propi principi de raó, per la qual cosa mai no acceptà un partit polític organitzat on les ordres sempre anessin de dalt a baix. També va defensar una organització territorial i social de tipus federal.
- Robert Owen: fou l'ànima d'un projecte innovador, la colònia tèxtil New Lanark, on tots els seus treballadors tenien part en els beneficis generats per la fàbrica. Aquesta colònia va ser la primera cooperativa de producció i a més gaudia de nombrosos serveis dirigits a satisfer les necessitats dels obrers, com per exemple escoles amb els mètodes més moderns de l'època.

## Aportacions britàniques al moviment obrer

### Luddisme
L'any 1779 Ned Ludd, un obrer de la indústria tèxtil, va destruir les màquines de l'empresa on treballava responsabilitzant-les de provocar desocupació. El parlament britànic reaccionà amb duresa: va prohibir les associacions obreres i va sancionar els militants d'aquest nou moviment amb la pena de mort. Això no obstant, aviat es difongué arreu d'Europa. A Catalunya la primera acció luddista fou l'incendi de la Fàbrica Bonaplata, Vilaregut, Rull i Cia el 1835.

### Sindicats
Un sindicat és una organització sorgida a Londres l'any 1720 que organitzava els obrers tèxtils amb una caixa de resistència, inscrivint els afiliats i mitjançant reivindicacions laborals. Varen aconseguir múltiples millores, com l'augment de sous i la disminució de la jornada de treball. Aconseguiren la primera llei laboral, que consistia a reduir la jornada laboral dels infants a dotze hores. També van sorgir els primers líders obrers, que aconseguiren l'abolició de les combination laws i el descans els dissabtes. El 1832 s'aconseguí aprovar la llei que abolia els burgs podrits que permeté votar 800.000 britànics més, disminuïa les zones rurals i augmentaven les ciutats, cosa que significà el triomf de la mentalitat burgesa. Per aquestes dates es va aconseguir novament disminuir les jornades de treball dels infants, aquest cop a nou hores.

### Cartisme
El cartisme és un moviment sorgit a Gran Bretanya pels volts de 1838 i que reivindicava millores laborals, drets polítics dels obrers i millores socials. Ben aviat, però, aquest moviment es dividí en dues parts: pacífics i violents; raó per la qual el 1848 va fracassar.

## Socialisme revolucionari
El socialisme revolucionari, o marxisme-leninisme, és un terme genèric que s'utilitza per a referir-se a un conjunt de diverses branques del pensament marxista amb orígens històrics en el leninisme.
Karl Marx, quan s'exilià a París, va conèixer Friedrich Engels, Mikhaïl Bakunin i Pierre-Joseph Proudhon. Va fundar un diari que de seguida va ser prohibit, i marxà a Bèlgica amb Engels. Poc abans d'esclatar la Revolució de 1848 publicà el Manifest comunista, després fou expulsat de Bèlgica i tornà a Alemanya per a intentar atraure la burgesia a les seves idees. El 1865 s'instal·là a Londres, a un dels barris més marginals, i hi va escriure El capital, on explica la teoria sobre el procés de transformació del sistema capitalista al socialista.
- Materialisme històric: segons Marx la història evoluciona seguint una estructura determinada. El moviment inicial s'anomena «tesi» i és una situació que en el decurs del temps marxa cap a la situació oposada, anomenada «antítesi», fins a desembocar a una situació final anomenada «síntesi», la qual actua com a nova tesi per a la fase històrica següent. El motiu de canvi entre una fase i altra són les tensions entre posseïdors i desposseïts, o explotadors i explotats. En un moment determinat apareixen obstacles per a un normal desenvolupament dels mitjans de producció i fa que s'obri una nova època d'evolució social, així doncs, el «motor de la història» és la lluita entre classes. Per a Marx, la Revolució Industrial és un fet de tesi en el qual les forces de producció tenen la situació oposada en la burgesia i els obrers. L'antítesi s'esdevindria en el moment que mitjançant la lluita de classes es faci possible la situació contrària, és a dir, la dictadura del proletariat. Marx analitza la societat des de la història i veu diferents moments on es palesa la teoria tesi-antítesi; Antiga Roma (esclaus - homes lliures), edat mitjana (senyors feudals - vassalls) i edat moderna (burgesia - proletariat), segons ell l'últim episodi de la societat de classes.
- Dictadura del proletariat: transició entre la societat capitalista i la comunista que busca una societat sense classes socials, l'abolició de la propietat privada i la socialització dels mitjans de producció per tal d'erradicar la plusvàlua.
- Plusvàlua: en l'anàlisi de la societat capitalista, Marx va descobrir l'origen de les desigualtats socials en l'enriquiment dels patrons motivat per l'apropiació individual d'una part del benefici produït i no retribuït a l'obrer.
- Socialisme científic: socialisme proposat per Marx en el qual parteix de la base que les lleis que regeixen la història, és a dir, el passat, tindran les claus que presentin el futur.

## Anarquisme
L'anarquisme és una teoria revolucionària que rebutja qualsevol mena d'autoritat imposada, tant per l'Estat com per la religió. Reivindica la supressió de l'activitat privada mitjançant la col·lectivització, ja que, segons aquesta ideologia, la societat es pot autogestionar i dirigir-se a si mateixa mitjançant l'acció directa. Considera que l'educació és una de les eines principals de transformació social. Mikhaïl Bakunin fou el principal teòric del moviment anarquista, que portaren a la pràctica Pierre-Joseph Proudhon i Robert Owen entre d'altres. De la fusió de l'anarquisme i el sindicalisme va néixer l'anarcosindicalisme.

## Primera Internacional
A Londres, el 1864, els representants de les delegacions obreres de diferents països van organitzar la Primera Internacional oAssociació Internacional de Treballadors (AIT). Karl Marx fou l'encarregat d'escriure el manifest inaugural i els estatuts, i va incloure-hi aspectes fonamentals del seu pensament:
- L'emancipació social l'havien de realitzar necessàriament els treballadors
- La classe obrera no es podia mantenir al marge de la participació política

Mikhaïl Bakunin va ingressar-hi el 1868. Diversos símbols de la lluita obrera, com ara la celebració del Primer de Maig i l'himne de La Internacional provenen de la Primera Internacional.